# 웨인 스테이트 필드하우스
웨인 스테이트 필드하우스(영어: Wayne State Fieldhouse)는 미국 미시간주 디트로이트에 위치한 실내 경기장이다. 현재 G 리그 모터시티 크루즈의 홈경기장으로 사용하고 있다.